# Савонья
Савонья (італ. Savogna) — муніципалітет в Італії, у регіоні Фріулі-Венеція-Джулія,  провінція Удіне.
Савонья розташована на відстані близько 480 км на північ від Рима, 65 км на північ від Трієста, 25 км на схід від Удіне.
Населення — 421 особа (2014).
Щорічний фестиваль відбувається 12 липня. Покровитель — Santi Ermacora e Fortunato.

## Демографія
Населення за роками:

Станом на 1 січня 2023 року в муніципалітеті офіційно проживало 14 іноземців з 7 країн, серед них 4 громадяни країн Євросоюзу та 1 громадянин України.

## Сусідні муніципалітети
- Капоретто
- Гримакко
- Пульферо
- Сан-Леонардо
- Сан-П'єтро-аль-Натізоне